# یواس‌اس دیویس (دی‌دی-۳۹۵)
یواس‌اس دیویس (دی‌دی-۳۹۵) (به انگلیسی: USS Davis (DD-395)) یک کشتی بود که طول آن ۳۹۰ فوت ۱۱ اینچ (۱۱۹٫۱۵ متر) بود. این کشتی در سال ۱۹۳۸ ساخته شد.